# Alikendorf
Alikendorf is een plaats en voormalige gemeente in de Duitse deelstaat Saksen-Anhalt, en maakt deel uit van de Landkreis Börde.
Alikendorf telt 270 inwoners.